# Q36.5 Pro Cycling Team/2023
Deze pagina geeft een overzicht van de op een Zwitserse licentie rijdende wielerploeg Q36.5 Pro Cycling Team in 2023.

## Algemeen
Algemeen manager: Douglas Ryder
Teammanager: Alexandre Sans Vega
Ploegleiders: Gabriele Missaglia, Rik Reinerink, Aart Vierhouten, Piotr Wadecki

## Renners
| Naam                | Geboortedatum | Nationaliteit       | Ploeg 2022                          |
| ------------------- | ------------- | ------------------- | ----------------------------------- |
| Negasi Haylu Abreha | 09-05-2000    | Ethiopië            | Team Qhubeka                        |
| Matteo Badilatti    | 30-07-1992    | Zwitserland         | Groupama-FDJ                        |
| Jack Bauer          | 07-04-1985    | Nieuw-Zeeland       | Team BikeExchange-Jayco             |
| Gianluca Brambilla  | 22-08-1987    | Italië              | Trek-Segafredo                      |
| Walter Calzoni      | 08-08-2001    | Italië              | Gallina Ecotek Lucchini Colosio     |
| Marcel Camprubi     | 15-09-2001    | Spanje              | EOLO-Kometa U23                     |
| Fabio Christen      | 29-06-2002    | Zwitserland         | EF Education-NIPPO Development Team |
| Filippo Colombo     | 20-12-1997    | Zwitserland         | Tudor Pro Cycling Team              |
| Filippo Conca       | 22-09-1998    | Italië              | Lotto Soudal                        |
| Corey Davis         | 11-10-1992    | Verenigde Staten    | Maloja Pushbikers                   |
| Tom Devriendt       | 29-10-1991    | België              | Intermarché-Wanty-Gobert Matériaux  |
| Mark Donovan        | 03-04-1999    | Verenigd Koninkrijk | Team DSM                            |
| Alessandro Fedeli   | 02-03-1996    | Italië              | EOLO-Kometa                         |
| Carl Fredrik Hagen  | 26-09-1991    | Noorwegen           | Israel-Premier Tech                 |
| Damien Howson       | 13-08-1992    | Australië           | Team BikeExchange-Jayco             |
| Tobias Ludvigsson   | 22-02-1991    | Zweden              | Groupama-FDJ                        |
| Kamil Małecki       | 02-01-1996    | Polen               | Lotto Soudal                        |
| Cyrus Monk          | 07-11-1996    | Australië           | MEIYO CCN Pro Cycling Team          |
| Matteo Moschetti    | 14-08-1996    | Italië              | Trek-Segafredo                      |
| Nicolò Parisini     | 25-04-2000    | Italië              | Team Qhubeka                        |
| Antonio Puppio      | 28-04-1999    | Italië              | Israel Cycling Academy              |
| Joey Rosskopf       | 05-09-1989    | Verenigde Staten    | Human Powered Health                |
| Szymon Sajnok       | 24-08-1997    | Polen               | Cofidis                             |
| Nickolas Zukowsky   | 03-06-1998    | Canada              | Human Powered Health                |

### Stagiairs
Per 1 augustus 2023
| Naam        | Geboortedatum | Nationaliteit | Vorige ploeg            |
| ----------- | ------------- | ------------- | ----------------------- |
| Pavel Novák | 3-12-2004     | Tsjechië      | Team Colpack Ballan CSB |

## Overwinningen
| Nationale kampioenschappen wielrennen Canada – wegwedstrijd: Nickolas Zukowsky Clásica de Almería Matteo Moschetti Ronde van Rwanda 6e etappe: Matteo Badilatti Jongerenklassement: Walter Calzoni Ronde van Asturië 1e etappe: Damien Howson Sibiu Cycling Tour Mark Donovan Ploegenklassement: *1) | Ronde van de Toekomst 4e etappe: Fabio Christen* Ronde van Groot-Brittannië Ploegenklassement: *2) GP van Isbergues Matteo Moschetti CRO Race 3e etappe: Nicolò Parisini |  |

* als lid van het landenteam
*1) Ploeg Sibiu Cycling Tour: Badilatti, Davis, Devriendt, Donovan, Hagen, Sajnok
*2) Ploeg Ronde van Groot-Brittannië: Donovan, Howson, Małecki, Parisini, Rosskopf, Sajnok
Bingoal Pauwels Sauces WB · Bolton Equities Black Spoke · Burgos-BH · Caja Rural-Seguros RGA · EOLO-Kometa · Equipo Kern Pharma · Euskaltel-Euskadi · Green Project-Bardiani-CSF-Faizanè  · Human Powered Health · Israel-Premier Tech · Lotto-Dstny · Q36.5 Pro Cycling Team · Team Corratec · Team Flanders-Baloise · Team Novo Nordisk · Team TotalEnergies · Tudor Pro Cycling Team · Uno-X Pro Cycling Team
2023 · 2024 · 2025